# I Won’t Let You Go
I WON’T LET YOU GO – trzeci japoński minialbum południowokoreańskiej grupy Got7, wydany 30 stycznia 2019 roku przez Epic Records. Ukazał się w pięciu edycjach: jednej regularnej (CD) i czterech limitowanych (CD+DVD). Album osiągnął 1 pozycję w rankingu Oricon i pozostał na liście przez 3 tygodnie, sprzedał się w nakładzie 61 040 egzemplarzy.
Jackson nie brał udziału w nagrywaniu płyty.

## Lista utworów

### Wersja regularna
| CD | CD                                  | CD      |
| Nr | Tytuł utworu                        | Długość |
| -- | ----------------------------------- | ------- |
| 1. | „I WON’T LET YOU GO”                | 3:34    |
| 2. | „NEVER ENDING STORY”                | 4:06    |
| 3. | „ZERO”                              | 3:48    |
| 4. | „SEESAW”                            | 3:34    |
| 5. | „I WON’T LET YOU GO” (Instrumental) | 3:35    |

### Type A
| CD | CD                                   | CD      |
| Nr | Tytuł utworu                         | Długość |
| -- | ------------------------------------ | ------- |
| 1. | „I WON’T LET YOU GO”                 | 3:34    |
| 2. | „NEVER ENDING STORY”                 | 4:06    |
| 3. | „ZERO”                               | 3:48    |
| 4. | „SEESAW”                             | 3:34    |
| 5. | „WON'T LET YOU GO” (Reggaeton Remix) | 3:35    |

### Type B
| CD (JB & Youngjae Unit) | CD (JB & Youngjae Unit) | CD (JB & Youngjae Unit) |
| Nr                      | Tytuł utworu            | Długość                 |
| ----------------------- | ----------------------- | ----------------------- |
| 1.                      | „I WON’T LET YOU GO”    | 3:34                    |
| 2.                      | „NEVER ENDING STORY”    | 4:06                    |
| 3.                      | „ZERO”                  | 3:48                    |
| 4.                      | „SEESAW”                | 3:34                    |
| 5.                      | „REBORN”                | 4:13                    |

### Type C
| CD (Mark & Bam Bam Unit) | CD (Mark & Bam Bam Unit) | CD (Mark & Bam Bam Unit) |
| Nr                       | Tytuł utworu             | Długość                  |
| ------------------------ | ------------------------ | ------------------------ |
| 1.                       | „I WON’T LET YOU GO”     | 3:34                     |
| 2.                       | „NEVER ENDING STORY”     | 4:06                     |
| 3.                       | „ZERO”                   | 3:48                     |
| 4.                       | „SEESAW”                 | 3:34                     |
| 5.                       | „COLD”                   | 3:02                     |

### Type D
| CD (Jinyoung & Yugyeom Unit) | CD (Jinyoung & Yugyeom Unit) | CD (Jinyoung & Yugyeom Unit) |
| Nr                           | Tytuł utworu                 | Długość                      |
| ---------------------------- | ---------------------------- | ---------------------------- |
| 1.                           | „I WON’T LET YOU GO”         | 3:34                         |
| 2.                           | „NEVER ENDING STORY”         | 4:06                         |
| 3.                           | „ZERO”                       | 3:48                         |
| 4.                           | „SEESAW”                     | 3:34                         |
| 5.                           | „25”                         | 3:25                         |

## Notowania
| Lista                       | Pozycja |
| --------------------------- | ------- |
| Oricon Weekly Singles Chart | 1       |
| Billboard Japan Hot Albums  | 1       |